# Il giuoco delle perle di vetro
Il giuoco delle perle di vetro (titolo originale tedesco Das Glasperlenspiel) è un romanzo filosofico fantastico del 1943 di Hermann Hesse. Fu l'ultima opera dello scrittore tedesco, il quale iniziò a scriverla nel 1931, con l'intento di realizzare il proprio capolavoro; l'opera vide le stampe in Svizzera dodici anni dopo. Viene talvolta chiamata anche Magister Ludi, "maestro di gioco", dal nome di uno dei personaggi; questa locuzione latina può essere intesa anche come un gioco di parole, avendo ludus entrambi i significati di "gioco" e di "scuola". Il libro fu una delle opere che contribuirono all'attribuzione a Hesse del Premio Nobel per la letteratura nel 1946.

## Trama
Il romanzo tratta di un ordine composto di soli intellettuali e collocato nella immaginaria regione di "Castalia", in un futuro remoto. La voce narrante del romanzo è uno storico dell'epoca. Nella narrazione compaiono solo riferimenti vaghi al mondo di oggi, in genere rappresentato come un passato intellettualmente oscuro e decadente (l'Era del feuilleton). La vita dei monaci del romanzo, così come i cerimoniali che osservano, è caratterizzata da una commistione di elementi della ritualità occidentale e orientale. Le vicende di cui narra il romanzo sono imperniate sulla vita di Josef Knecht, un piccolo orfanello le cui doti vengono notate dal maestro di musica e che gli consentiranno di venire ammesso in Castalia oltre ad avere accesso fin da giovane alle scuole che formano "l'élite" dei giocatori di perle. La natura dell'animo di Knecht colpisce immediatamente i suoi insegnanti e i suoi amici, generando fiducia, e ciò farà sì che al giovane studente in pochi anni vengano riconosciuti meriti fuori del comune, fino al punto che, una volta cresciuto, verranno affidati a Josef compiti diplomatici di grandissima importanza per la piccola comunità Castalia, di fatto esterna al mondo comune, dove vivevano gli uomini normali.
Il suo compito da ragazzo prima (col suo compagno Plinio Designori) e da giovane uomo poi (con padre Jacubus) è quello di difendere, in accesi dibattiti, la legittimità e la natura di questa regione in cui si coltivano lo spirito, la meditazione e il gioco delle perle. In questi importanti confronti con uomini mondani, il protagonista del romanzo sviluppa una sua idea sul mondo esterno alla Castalia e sul rapporto che queste due realtà differenti hanno intrattenuto per secoli, oltre che sulla natura di tutti coloro che vivono al di fuori dalla provincia del sapere. I successi riscontrati, una sensibilità fuori dall'ordinario e un altrettanto notevole fascino, oltre che una padronanza eccezionale del gioco fanno sì che Josef si affermi come Magister ludi in età ancora giovane, specialmente se confrontata con quella dei suoi predecessori. La carica di Magister ludi è di fatto la più importante onorificenza raggiungibile a Castalia e con essa si accompagnano notevoli impegni e doveri, che vengono svolti dal Magister in maniera esemplare.
In età matura però Knecht inizia ad avvertire il peso che questa situazione comporta e si rende conto di quanto la vita, con la sua continua evoluzione, lo richiami a lei: i troppi anni dedicati a svolgere il ruolo di Magister l'hanno incatenato e il suo desiderio di libertà, la sua voglia di incidere su una realtà più concreta (il suo sogno sarebbe insegnare a giovani studenti la musica, sua grande passione), lo portano a rinunciare alla prestigiosa carica, rompendo una tradizione secolare e creando non poco scompiglio nella comunità, dove proprio grazie alle premonizioni di Knecht si inizia a intravedere un periodo di decadenza, che porterà all'inevitabile fine di questo pezzetto di mondo, che troppo si era astratto e arroccato su posizioni che nulla potevano contro le evoluzioni che la storia impone. E così, allontanandosi dalla sua amata regione, Knecht si reca finalmente libero tra gli uomini, e con in tasca solo un piccolo flauto andrà incontro alle avventure che la vita gli riserverà. Per prima cosa decide di portare avanti la sua missione di educatore, come tutore del giovane Tito, figlio del suo vecchio amico Designori. La vita fuori dalla stantia, ma protettiva cornice della regione di Castalia lo coglie però impreparato, e in un finale travolgente, appena dopo aver assaporato la bellezza e l'euforia della ritrovata libertà, Knecht perde la vita inseguendo il ragazzo in una istintiva e personale sfida di nuoto nel freddo lago di Belpunt.

## Ambientazione
Castalia viene rappresentata come un comunità eterea, utopistica, dedicata alla pura ricerca della conoscenza intellettuale. È protetta da mura che la isolano dal mondo esterno, in cui si intuisce che la vita delle persone sia ancora afflitta dai problemi della vita quotidiana. Durante lo sviluppo della storia, diversi personaggi (soprattutto il "Magister Ludi") iniziano a mettere in dubbio questo isolamento da un punto di vista morale. Convintosi infine che esso sia ingiusto, Knecht si decide a fare l'inimmaginabile: abbandona la comunità per immergersi nel mondo esterno e dedicarsi all'insegnamento come precettore del figlio problematico di un vecchio compagno appartenente ad una famiglia importante. (Il racconto termina poi bruscamente con il protagonista che muore annegato pochi giorni dopo).

## Temi
In questo lunghissimo e complesso romanzo di Hesse, tornano diversi temi cari all'autore, a partire dalla contrapposizione tra Spirito e Vita, tra teoria e pratica, tra riflessione ed emozione, che già troviamo in Siddharta e in Narciso e Boccadoro. Lo scritto offre innumerevoli spunti di riflessione e porta alla luce la forte avversione che l'autore aveva per la guerra; in alcune sue parole si può leggere un'aperta critica al regime nazista. Ma è soprattutto un'importante opera sulla bellezza e la delicatezza dell'animo, nelle sue varie forme e nelle produzioni che questo è in grado di creare.
Ogni pagina del libro è impreziosita da profonde considerazioni su diversi argomenti, dalla storia alla politica, dalla filosofia alla psicologia, passando per l'estetica. Hesse scava: si legge in ogni parola una ricerca sapiente e calcolata, e le parole stesse, nel loro insieme, sono il mezzo che l'autore usa per sondare le mille sfaccettature dell'animo e della vita, e che il romanzo ci illude di poter maneggiare con chiarezza, per poi (una volta concluso) farci tornare alla realtà caotica e disordinata, ma energica ed emozionante che è l'esistenza.

### Il gioco
Nella vita degli intellettuali del romanzo un ruolo centrale viene svolto da un gioco (immaginario), il "gioco delle perle di vetro" che dà il titolo all'opera. Le regole del gioco non vengono mai spiegate, ma si intuisce che siano estremamente sofisticate. In qualche modo, il gioco si basa su una sintesi di tutto lo scibile umano; le mosse dei giocatori consistono nello stabilire relazioni fra soggetti apparentemente lontanissimi fra loro (per esempio, un concerto di Bach e una formula matematica).
Il nome del gioco deriva dal fatto che, secondo il romanzo, esso veniva un tempo giocato usando "pezzi" (appunto perle di vetro) per rappresentare combinazioni astratte, in sostituzione di lettere, numeri, note musicali (soprattutto) o altri segni grafici; non si può escludere che Hesse abbia tratto l'idea da un millenario gioco cinese, detto "Go". Nell'epoca in cui il romanzo è ambientato, tuttavia, l'uso di pezzi è diventato obsoleto e il gioco viene giocato senza alcun supporto fisico. Il piacere che i giocatori traggono da una partita viene rappresentato come simile all'apprezzamento della musica o dell'eleganza in matematica. L'idea generale del gioco potrebbe anche essere paragonata all'idea di Mathesis universalis sviluppata da Gottfried Wilhelm von Leibniz (una sorta di "calcolo universale della conoscenza").

## Edizioni italiane
- Il giuoco delle perle di vetro, Introduzione e trad. di Ervino Pocar, illustrazioni di Alberto Longoni, Collana Il ponte n.35, Milano, Arnoldo Mondadori Editore, 1955. - a cura di Lavinia Mazzucchetti, Collana I classici contemporanei stranieri, Mondadori, 1966; Collana Biblioteca, Mondadori, 1976; con il saggio biografico sul Magister Ludi Joseph Knecht pubblicato coi suoi scritti postumi, Introduzione di Hans Mayer, cronologia e bibliografia a cura di Maria Pia Crisanaz Palin, Collana I Meridiani, Mondadori, 1978; Introd. di H. Mayer, Biblioteca n.12, Mondadori, 1979; Collana Oscar narrativa n.1797, Mondadori, 1984; Collana Oscar Scrittori del Novecento n.719, Mondadori, 1994-1998; Oscar Classici moderni n.158, Mondadori, 1997; Collana Oscar Moderni, Mondadori, 2018, ISBN 978-88-047-0073-9.